# Jamkhed
Jamkhed è una suddivisione dell'India, classificata come census town, di 27.691 abitanti, situata nel distretto di Ahmednagar, nello stato federato del Maharashtra. In base al numero di abitanti la città rientra nella classe III (da 20.000 a 49.999 persone).

## Geografia fisica
La città è situata a 18° 44' 40 N e 75° 17' 34 E.

## Società

### Evoluzione demografica
Al censimento del 2001 la popolazione di Jamkhed assommava a 27.691 persone, delle quali 14.279 maschi e 13.412 femmine. I bambini di età inferiore o uguale ai sei anni assommavano a 3.849, dei quali 2.098 maschi e 1.751 femmine. Infine, coloro che erano in grado di saper almeno leggere e scrivere erano 19.227, dei quali 10.833 maschi e 8.394 femmine.